# Daniele Davo
Pas d'image ? Cliquez ici

a Compétitions nationales et continentales officielles uniquement.

b Matchs officiels uniquement.
Daniele Davo est un joueur de rugby à XV, né le 14 janvier 1968 à Isorella (Italie).

## Carrière

### En club
Daniele Davo est pilier et il mesure 1,85m pour 112 kg. 
Jusqu'en 2005, il joue en Italie à Rugby Calvisano. Il dispute 17 matchs de la Coupe d'Europe de rugby à XV avec Calvisano, ce qui en fait un des plus expérimentés du club.

### En équipe nationale
Il obtient sa première sélection avec l'équipe d'Italie le 11 avril 1998 contre l'équipe de Géorgie.

## Palmarès

### Club
- Vainqueur du Championnat d'Italie en 2005 avec Calvisano
- Vainqueur de la Coupe d'Italie en 2004 avec Calvisano

### Sélection nationale
- 1 sélection avec l'Italie
- Sélection par année : 1 en 1998